# Coelops
Coelops is een geslacht van zoogdieren uit de familie van de bladneusvleermuizen van de Oude Wereld (Hipposideridae). De wetenschappelijke naam van het geslacht werd in 1848 gepubliceerd door Edward Blyth.

## Soorten
Er worden 3 soorten in dit geslacht geplaatst:
- Coelops frithii E. Blyth, 1848
- Coelops hirsutus (G. S. Miller, 1910)
- Coelops robinsoni Bonhote, 1908